# NGC 963
NGC 963 (również IC 1808 lub PGC 9545) – galaktyka nieregularna (I), znajdująca się w gwiazdozbiorze Wieloryba. Odkrył ją Francis Leavenworth w 1886 roku.